# Pelicinus mahei
Pelicinus mahei är en spindelart som först beskrevs av Benoit 1979.  Pelicinus mahei ingår i släktet Pelicinus och familjen dansspindlar.
Artens utbredningsområde är Seychellerna. Inga underarter finns listade i Catalogue of Life.